# کلی مانتل
کلی مانتل (به انگلیسی: Kelly Mantle) (زاده ۹ ژوئیهٔ ۱۹۷۶) بازیگر، زن‌پوش، خواننده آمریکایی است.